# 斯洛維尼亞廣播電視台
斯洛維尼亞廣播電視台是斯洛維尼亞的國家公共廣播電視機構，總部位於盧比安納，另外在科佩爾和馬里博爾擁有地區廣播中心。斯洛維尼亞廣播電視台除了斯洛維尼亞語之外，也提供少數族裔語言的服務。斯洛維尼亞廣播電視台73%的收入來自於收視費。現在斯洛維尼亞廣播電視台擁有三個全國廣播頻率，四個地方廣播頻率和一個國際廣播頻率；三個全國性電視頻道和兩個地方性電視頻道。

## 外部連結
- 官方網站 （页面存档备份，存于）（斯洛文尼亚文）